# 밀레니엄: 여자를 증오한 남자들
《밀레니엄: 여자를 증오한 남자들》(영어: The Girl with the Dragon Tattoo)은 스티그 라르손의 동명의 책을 원작으로한 스릴러, 드라마 장르의 영화이다. 2012년 1월 11일 개봉했으며 데이비드 핀처 감독이 연출을 맡았다. 상영시간은 158분이고 스티븐 제일리언이 각본을 맡았다. 소니 픽처스 릴리징 브에나비스타영화(주)가 배급한다.
감독과 주연 배우가 교체된 리부트 속편 《거미줄에 걸린 소녀》가 2018년 개봉되었다.

## 줄거리
정의로운 기자 미카엘 블롬크비스트는 부패 재벌 '베네르스트룀'을 폭로하는 기사를 썼다가 소송에 휘말린다. 그가 소속된 밀레니엄 잡지사의 편집장이자, 내연녀이기도 한 에리카와의 관계도 위기에 빠진다. 그리고 그런 미카엘을 천재이자 괴짜인 해커 리스베트 살란데르가 몰래 조사한다. 리스베트를 고용한 것은 또 다른 재벌 방예르 그룹의 전 회장 헨리크였다. 헨리크는 베네르스트룀의 약점을 대가로 미카엘에게 조사를 의뢰한다. 그것은 실종된 손녀 하리에트의 행방을 찾아달라는 것이었다. 하리에트는 40여 년 전 섬에서 열린 퍼레이드 날 사라졌고, 이후 헨리크에게는 매년 하리에트의 꽃 그림이 배달되고 있었다. 의뢰를 받아들인 미카엘은 방예르 소유의 섬 헤데스타드에 머물며, 헨리크의 전기 작가로 위장한 채 실종 사건과 방예르가 사람들을 조사하기 시작한다.
한편 리스베트는 후견인인 팔름그렌이 뇌정지에 빠진 뒤 비우르만 변호사라는 새로운 후견을 맞아들인다. 그러나 비우르만은 팔름그렌과 달리 리스베트의 재산과 사생활을 통제하려 들었고, 더구나 심각한 성폭행을 자행한다. 이에 리스베트는 몰래 그의 성폭행 장면을 찍어두고, 후일 그를 빌미로 자신을 건드리지 말라고 협박한다. 그리고 비우르만의 배에 강간범이라는 문신을 새긴다.
미카엘은 나치 사상에 심취한 헨리크의 형제들, 사이가 나쁘거나 절연한 자식들 등의 방예르가의 내력을 알게 된다. 그리고 서로 다른 여성들의 명단과 숫자에서, 딸인 닐라의 도움으로 그것이 성경 구절과 관계 있음도 알게 된다. 미카엘은 프로데 변호사를 통해 자신을 뒷조사한 리스베트를 조수로 삼아 새로운 수사를 시작해간다. 유능한 리스베트는 금세 명단의 여성들이 반유대주의적 잔혹범죄의 희생자임을 짚어낸다. 수사가 점차 암적인 부분에 이르자, 미카엘이 키우던 고양이가 난도질당하거나 미카엘이 피격을 당하는 위협들이 닥쳐온다. 리스베트는 미카엘을 치료해주면서 그와 잠자리를 가진다.
리스베트는 방예르 그룹의 자료실을 뒤져, 희생자들이 하리에트의 아버지 고트프리드와 오빠인 마르틴과 연관이 있음을 밝혀낸다. 미카엘 또한 마르틴을 의심스럽게 여기고. 미카엘은 마르틴의 집에 몰래 숨어들었다가 발각된다. 마르틴은 미카엘을 지하실에 데려가서 기절시키고는, 결박한다. 마르틴과 아버지 고트프리드는 오래 전부터 여성을 잔혹하게 고문하고 살해해 왔으며, 하리에트 또한 그 희생자였음이 밝혀진다. 미카엘이 고문당할 위기에 처하지만, 뒤늦게 찾아온 리스베트가 그를 구한다. 마르틴은 리스베트의 추격을 피해 도주하다가 자동차가 전복되어 폭사한다.
리스베트는 미카엘을 간호하며, 자신은 아버지에게 불을 지르고 정신병원에 갔다는 내력을 이야기해준다. 회복한 미카엘은 마르틴도 하리에트의 행방을 모르고 있다는 것을 이야기하며, 그녀가 살아있으리라 짐작한다. 두 사람은 해커들을 데리고 런던으로 날아가 하리에트의 당고모 아니타를 조사한다. 그리고 그녀가 아니타로 위장한 하리에트였음을 밝혀낸다. 실종된 날 하리에트는, 기숙학교에 간 오빠가 돌아온 것을 보고 친했던 아니타의 도움을 얻어 섬을 빠져나간 뒤, 아니타의 신분으로 살아갔던 것이었다(실제 아니타는 후일 남편과 함께 교통사고로 죽었다). 이후 하리에트는 귀향하여, 헨리크와 재회한다.
조사를 완료했지만, 헨리크가 미카엘에게 넘긴 베네르스트룀의 약점은 이미 시효가 지나 쓸모 없는 것이었다. 분개하는 미카엘에게 리스베트는 예전에 해킹으로 뒷조사한 베네르스트룀의 탈세 증거를 내민다. 미카엘은 그 정보를 이용해 베네르스트룀의 고발 기사를 내고, 베네르스트룀은 해외로 도주한다. 리스베트는 변장한 채로 취리히에 있는 베네르스트룀의 비자금 계좌에 든 돈을 전부 빼돌린다. 파산한 베네르스트룀은 곧 살해당해 버린다.
모든 일이 마무리되고 리스베트는 미카엘의 크리스마스 선물을 준비해서 찾아가나, 미카엘이 에리카와 데이트하는 광경을 목격하고 선물을 내버린 뒤 떠난다.

## 출연진
- 대니얼 크레이그 - 미카엘 블롬크비스트
- 루니 마라 - 리스베트 살란데르
- 요릭 판 바헤닝언 - 닐스 비우르만(Nils Bjurman)
- 크리스토퍼 플러머/줄리언 샌즈(젊은 시절) - 헨리크 방예르(Henrik Vanger)
- 스텔란 스카르스고르드 - 마르틴 방예르(Martin Vanger)
- 조엘리 리처드슨 - 아니타 방예르(Anita Vanger) / 하리에트 방예르(Harriet Vanger)
- 로빈 라이트 - 에리카 베르예르(Erika Berger)
- 스티븐 버코프 - 디르크 프로데(Dirch Frode)
- 제럴딘 제임스 - 세실리아 방예르(Cecilia Vanger)
- 울프 프리베리 - 한스에리크 베네르스트룀(Wennerström)
- 고란 비슈니치 - 드라간 아르만스키(Dragan Armansky)
- 도널드 섬프터/다비드 덴시크(젊은 시절) - 모렐(Morell) 형사
- 엠베스 데이비츠 - 안니카 잔니니(Annika Giannini)
- 요엘 킨나만 - 크리스테르 말름(Christer Malm)
- 엘로디 영 - 미리암 우(Miriam Wu)
- 토니 웨이 - 플라구에(Plague)
- 앨런 데일 - 이삭손(Isaksson) 형사
- 프레드리크 돌크 - 베네르스트룀의 변호사
- 페르 뮈르베리/구스타프 함마르스텐(젊은 시절) - 하랄드 방예르(Harald Vanger)
- 리오 빌 - 트리니튀(Trinity)
- 요세핀 아스플룬드(Josefin Asplund) - 페르닐라 블롬크비스트(Pernilla Blomkvist)

## 수상
이 영화는 공식적으로 4회의 수상경력이 있다. 2011년 제 64회 영국 아카데미 시상식에서 외국어 영화상을 수상했다. 2012년 제38회 새턴 어워즈에서는 최우수 호러, 스릴러상을 수상했고, 제 17회 크리스틱스 초이스 시상식에서 편집상과 외국어 영화상을 수상, 제 84회 미국 아카데미 시상식에서 편집상을 수상했다.